# 지그도
지그도(Jigdo←"Jigsaw"와 "download"의 합성어)는 일반적으로 많은 작은 개별 구성 파일로부터 큰 파일(가장 일반적으로 CD, DVD 또는 블루레이 디스크(BD) 이미지와 같은 광 디스크 이미지)을 함께 다운로드하기 위해 사용되는 유틸리티이다. 구성 파일은 로컬이거나 하나 이상의 미러 사이트에서 검색될 수 있다. 지그도의 기능은 비트토렌트와 유사하지만 비트토렌트와 달리 지그도는 P2P가 아닌 클라이언트 서버 모델을 사용한다.
지그도 자체는 이식성이 뛰어나며 많은 유닉스 및 유닉스 계열 운영 체제에서 사용할 수 있으며 마이크로소프트 윈도우에서도 사용할 수 있다.
GPL-2.0 전용 라이선스 조건에 따라 출시된 지그도는 자유 소프트웨어이다.